# Jean-Paul Dubois
Pour les articles homonymes, voir Jean-Paul Dubois (rugby à XV) et Dubois.
Jean-Paul Dubois, né le 20 février 1950 à Toulouse, est un écrivain français.
Le 4 novembre 2019, il reçoit le prix Goncourt pour son livre Tous les hommes n'habitent pas le monde de la même façon.

## Biographie
Jean-Paul Dubois a suivi des études de sociologie. Il a été journaliste au service des sports de Sud Ouest, au Matin de Paris, puis grand reporter au Nouvel Observateur.
Il a publié une vingtaine de romans, un essai, deux recueils de nouvelles et deux recueils d'articles ; il a préfacé un livre de photographies consacrées aux pins Bristlecone, quadrimillénaires, les plus vieux arbres du monde, et un recueil de nouvelles proches de ce qu'il écrit lui-même. Il collabore parfois à des périodiques,.
Dans un entretien réalisé en 2005, il se définit comme libertaire : écrire, c'est sa façon à lui de « faire toujours de la politique ». Comme pour rappeler qu'il y a « des gens qui ont et des gens qui n'ont pas », des gens qui dominent et d'autres qui sont soumis et que « la société sécrète en permanence ce genre de relations d'injustice. » Selon lui, « même dans le mauvais sens, l'inégalité est fondatrice d'une société. »
Il reste un auteur particulièrement discret.

## Œuvre
Jean-Paul Dubois ne sacralise pas l'acte d'écriture (« pas plus important qu'un match de rugby »). Il considère que le métier d'écrivain a l'avantage de laisser du temps libre pour ne rien faire, simplement pour vivre, en essayant de comprendre un peu le monde : 

« je suis venu à l'écriture, car c'est le moyen de gagner sa vie le moins douloureusement possible. »

Il pose dans ses romans et nouvelles un regard désabusé et distancié sur le monde et les rapports humains.
Il est hostile à l'idée de domination, que ce soit au travail — ne pas recevoir d'ordre et ne pas en donner — ou dans la société. Il critique notamment la violence de l'autorité religieuse telle qu'il a pu la subir dans son enfance.
Il expose clairement dans son œuvre son athéisme. Et il écrit : « comme il existe des sociétés théocratiques, je rêverais d'un monde athée et anti-religieux. »
Le fait de se sentir étranger à toute forme de métaphysique, de spiritualité ou de sacré peut d'ailleurs aussi servir de point d'appui à certaines des situations les plus drôles inventées par le romancier. Dans Kennedy et moi, le héros participe à une cérémonie en mer ayant pour fonction de rendre hommage au beau-père de la fille du héros (Samuel) qui s'est noyé un an plus tôt ; dès l'hommage terminé, Samuel se déshabille et plonge à l'eau au milieu des fleurs en poussant des petits cris de joie.
De même, au début des Accommodements raisonnables, la cérémonie d'incinération de l'oncle du héros donne lieu à une scène extrêmement cocasse : le frère du mort distribue ses cendres à d'autres membres de la famille qui les recueillent, qui dans une tasse, qui dans des sachets en papier. Ce type de désacralisation, propre d'une vision de la vie radicalement sans illusions, est caractéristique de l'art romanesque de Jean-Paul Dubois.
Il a déclaré à la sortie de ce livre que ce roman pourrait être le dernier : « Il se peut que je n’écrive pas de prochain livre après celui-ci, je ne sais pas. »
L'écrivain publie néanmoins un nouveau roman en 2011, Le Cas Sneijder,. Le personnage principal y poursuit la vie névrosée des héros de Dubois, son attention se portant cette fois sur les ascenseurs et les chiens.

## Les références
Les références littéraires de Jean-Paul Dubois sont John Fante, Emmanuel Bove, Cormac McCarthy, Philip Roth, Charles Bukowski, Jim Harrison.
Il reconnaît cependant plus volontiers John Updike comme un de ses maîtres : « l'écrivain qui m'a le plus appris et le plus fait réfléchir à la manière d'écrire une histoire c'est indiscutablement John Updike ». Il a d'ailleurs consacré deux articles à cet écrivain,, dont « il a lu les trente-six livres, y compris les chroniques de golf » (sport dont il parle souvent mais qu'il n'a jamais pratiqué).
Jean-Paul Dubois reprend souvent dans ses interviews ou textes les deux citations suivantes, qu'il affectionne particulièrement :

« Tout un homme, fait de tous les hommes et qui les vaut tous et que vaut n'importe qui. »

— Jean-Paul Sartre, Les Mots (phrase finale du roman)

« L'homme est plus petit que lui-même. »

— Günther Anders

## L'Amérique
Jean-Paul Dubois a écrit pour le Nouvel Observateur une série d'articles sur les États-Unis dont une sélection a été publiée dans deux recueils, L'Amérique m'inquiète et Jusque-là tout allait bien en Amérique. Le mode d'écriture de ces articles se rapproche de la nouvelle. Plutôt que d'informer sur l'actualité immédiate ils racontent le plus souvent une histoire édifiante, une vision d'une certaine facette de l'Amérique, individualiste, dure aux faibles, violente économiquement et dans son système judiciaire. Le regard que Dubois y porte sur les États-Unis est plutôt négatif et incrédule.
Il lui est arrivé d'insérer dans ses romans des épisodes décrits dans ses articles pour le Nouvel Observateur, comme celui du Kombucha, champignon élevé dans Les Accommodements raisonnables et qu'on retrouve dans L'Amérique m'inquiète.
Si le personnage principal des romans de Dubois est toujours originaire de Toulouse, il est aussi souvent attiré par l'Amérique, que ce soit par les États-Unis ou par le Canada.

## Le cinéma
Kennedy et moi est le premier roman de Jean-Paul Dubois à avoir fait l'objet d'une adaptation au cinéma, pour laquelle l'auteur ne montre pas un grand enthousiasme. Un article de Jean-Paul Dubois est également au départ du film À l'origine de Xavier Giannoli en 2009. Celui-ci avait déjà adapté une nouvelle de Dubois pour un court métrage, Dialogue au sommet, en 1995.
Jean-Paul Dubois peut par ailleurs se laisser volontairement inspirer par un film.
Hommes entre eux est le titre d'un film finlandais attribué au réalisateur Niemi que le personnage principal du roman, Paul, voit au cinéma. L'auteur fait également de Paul un inconditionnel de films n'offrant pas d'issue comme Aguirre, la colère de Dieu, Hana-bi (はなび), Yi Yi, La ligne rouge, De beaux lendemains, Les Affranchis, Sarabande, Alexandra's Project, Element of Crime. Dubois a déclaré avoir écrit le livre comme un film et imaginé Nick Nolte et Daniel Duval comme interprètes des personnages.
L'atmosphère du roman qui se déroule dans le Canada enneigé de North Bay fait penser à celle du film Affliction, tiré du roman de Russell Banks, dans lequel joue justement Nick Nolte.
On retrouve Nolte dans Les Accommodements raisonnables à un dîner organisé par un producteur. Pour le narrateur, l'acteur symbolise d'abord le personnage qu'il a interprété dans Affliction, faisant écho à Hommes entre eux.
Dans Les Accommodements raisonnables, Paul est script doctor, il aide à la rédaction d'un scénario au sein d'un studio hollywoodien. Le film de Robert Aldrich Le Démon des femmes (1968) est cité dans ce roman et paraît avoir été une inspiration pour un des éléments de l'histoire, la forte ressemblance physique entre une collègue de Paul, qui deviendra sa maîtresse, et son épouse Anna.
Dans Tous les hommes n'habitent pas le monde de la même façon, la mère du héros hérite du cinéma Arts et Essai de ses parents prématurément décédés dans un accident de la route. Après une période faste au tournant des années 60 et 70, la salle dérive progressivement et devient un cinéma porno, qui fermera lui-même dans les années 90.

## Thèmes récurrents
Les romans de Dubois frappent par un certain nombre de constantes, parmi lesquelles les prénoms de Paul pour le héros (à 10 reprises) et d'Anna pour son épouse (8 fois). Toutes les thématiques répétitives ne sont pas nécessairement cohérentes au niveau de la totalité de l'œuvre : le héros peut adorer ses enfants dans un roman et les détester dans un autre ; il peut être dépressif, mais cela peut être aussi, ailleurs, le cas de son épouse. Le trouble que suscitent ces répétitions fait finalement partie du charme de l'œuvre de Dubois ; le lecteur régulier éprouve une sorte de soulagement et de jubilation lorsqu'il est enfin question de tondeuses à gazon.

### La tondeuse à gazon
« J'ai toujours aimé tondre les pelouses. C'est une de mes douces perversions ». La tondeuse se retrouve comme titre de deux instantanés dans Parfois je ris tout seul. Le père est fondateur ou propriétaire d'une entreprise fabricant des tondeuses dans La vie me fait peur et Les Accommodements raisonnables. Dans Une vie française, Paul, le personnage principal, peut aussi se réinsérer dans le monde actif en devenant jardinier et propriétaire de tondeuse permettant la tonte du gazon selon des règles immuablement respectées,.

### Le rugby
Le sport préféré de Jean-Paul Dubois est le rugby et on le retrouve souvent dans ses écrits. Ce peut être dans son roman Tous les matins je me lève où le personnage principal se rêve en grand joueur à la manière d'un Fitzgerald dans Veiller, Dormir, ou dans Les Accommodements raisonnables dans lequel le personnage de Tricia Farnsworth emprunte son nom à Viv Farnsworth, joueur de rugby australien du début du XXe siècle. Ou encore dans Une vie française où Paul se trouve un point commun avec son psychiatre confident.
Le rugby est encore le thème d'une nouvelle écrite pour l'Équipe magazine, La moitié du neuf est avec le dix, ou l'objet de chroniques rédigées pendant le mondial 2007.
Jean-Paul Dubois considère le rugby comme un « sport obscur, austère, rigoureux, régi par des lois tourmentées et subtiles établies de toute évidence par un pasteur anglican rigide, compulsif, ombrageux et vraisemblablement malheureux en ménage ». Il voit l'éclosion du rugby à la professionnalisation des années 1990 et son évolution actuelle comme trop brutale et excessive dans les concessions faites à l'ère du spectacle,.

### Accidents maritimes, accidents d'avion
La mort chez Jean-Paul Dubois est souvent brutale. La mer est le premier élément venant perturber le quotidien par des accidents tragiques. Ainsi, dans Tous les matins je me lève, Paul sauve-t-il de la noyade un chien (tout comme dans La succession), mais ne peut qu'assister impuissant à sa disparition dans Vous aurez de mes nouvelles. L'épouse, Anna, manque se noyer dans Kennedy et moi et se noie dans Hommes entre eux. Entre ces deux romans elle perd une main, sectionnée par un hors-bord en faisant du ski nautique. C'est  le père qui se noie dans un lac au cours d'une partie de pêche. Dans la dernière nouvelle de "Vous aurez de mes nouvelles", le narrateur raconte son propre suicide par noyade.
Si donc la mer n'est pas tendre avec les personnages de Dubois, il faut constater que l'avion ne leur réussit pas davantage. On apprend au début de Si ce livre pouvait me rapprocher de toi que la mère de Paul est décédée dans l'accident de son Cessna ; son épouse Anna trouve la mort dans des conditions absolument identiques dans Une vie française.
Tous les hommes n'habitent pas le monde de la même façon ne déroge pas à la règle, ici aussi un accident intervient pour tordre le destin.

### Les voitures
La voiture peut être considérée comme un personnage récurrent de l’œuvre de Dubois. Elle est le refuge dans lequel le narrateur se coupe de la réalité qui lui échappe. Elle est souvent considérée comme une compagne réconfortante, un jouet prolongeant l'enfance.
Dans Tous les matins je me lève, la Karmann cabriolet de Paul « se tue » dans un accident. Elle sera remplacée par une Triumph. On retrouve d'ailleurs ces deux voitures dans La succession. Dans Parfois je ris tout seul, la voiture rend Heureux. Elle sert au narrateur à quitter volontairement la vie dans Prends soin de moi.
Elle est aussi le symbole de la liberté et héroïne d'une scène de roman de Jim Harrison, Entre chien et loup, régulièrement citée par Dubois en interview et recopiée par lui dans Si ce livre pouvait me rapprocher de toi : le personnage se met debout sur son siège, passe la tête par le toit ouvrant, et roule cheveux au vent.
On peut encore noter que le père de Paul est garagiste et concessionnaire Simca dans Une vie française ou que l'oncle du narrateur meurt au volant d'un coupé à l'arrêt dans une concession Mercedes au début des Accommodements raisonnables.
Enfin deux autres voitures traversent son dernier roman : Tous les hommes n'habitent pas le monde de la même façon : la déficiente NSU Ro 80 à moteur Wankel du père de Paul et la Citroën DS 19 dans laquelle se tuent ses grands-parents maternels.
Jean-Paul Dubois a déclaré avoir envisagé un livre racontant l'histoire des voitures qu'il a eues, en les reliant à l'époque sociale du moment.

### L'amour et le sexe
Les couples dans les romans de Dubois sont souvent déliquescents. L'amour laisse toujours place à une vie commune laborieuse et décevante, dans laquelle chacun s'éloigne progressivement de l'autre. Dans ce contexte, l'infidélité est considérée comme normale et acceptable. La découverte de la double-vie sentimentale d'un personnage est considérée avec parfois de l'étonnement,, mais toujours de la bienveillance. La vie à deux est perçue comme une façon de combler la solitude de chacun.
Les rapports sexuels sont abordés avec le même pragmatisme. Il est normal de faire semblant d'éprouver du plaisir par « respect conjugal, par politesse ». Paul considère la simulation comme un accommodement raisonnable, un dédommagement des efforts de l'autre. Ce peut être un moment de solitude de plus dans un couple,.
Selon Kieran Read, une des connaissances de Paul, le héros de Tous les hommes n'habitent pas le monde de la même façon, "satisfaisantes et fréquentes relations sexuelles" est l’argument massue face aux tribunaux des États-Unis pour obtenir la meilleure indemnisation possible en cas de perte du conjoint. L'amour et les sentiments ne sont pas seulement évoqués.

### Le dentiste
Le dentiste revient régulièrement dans l'œuvre de Dubois. Ce peut être la profession du père du narrateur. Ce peut encore être une figure pédante et détestée, que Paul va jusqu'à mordre. Il peut enfin s'appeler Edgar Hoover comme l'ancien directeur du FBI, être dépressif et avoir des « pratiques désaxées ». Jean-Paul Dubois explique cette vision négative de la profession par le surnom du dentiste qui le traitait enfant, le « Dr Mengele ».
Dans Tous les hommes n'habitent pas le monde de la même façon, Horton, le compagnon de cellule du héros, souffre de la phobie du dentiste, il retarde jusqu'à l'insupportable, la visite chez le praticien qui ne pourra faire autrement que d'arracher la dent.

## Maria est morteetHommes entre eux: romans-miroirs
(novembre 2019).
- Si vous ne connaissez pas le sujet, laissez ce bandeau (vous pouvez alors contacter les auteurs).
- Si vous supprimez le contenu mis en cause (vous pouvez préalablement contacter les auteurs),

argumentez précisément cette suppression dans la page de discussion
(un manque de référence n'est pas un argument ; une recherche réelle de référence doit avoir été effectuée, être formellement documentée).
Dans deux de ses romans, Maria est morte et Hommes entre eux, l'auteur raconte la même scène, située dans le premier cas en Inde, dans le second au Canada : un combat organisé, d'une extrême violence, auquel le héros est convié à assister par un homme qui a vécu avec sa femme et qui doit lui révéler où elle se trouve actuellement. Même si le récit est réécrit (il est plus long dans le second roman), on peut dire que l'on a affaire à deux récits quasi identiques qui ne peuvent que troubler le lecteur attentif. De nombreuses répliques sont littéralement répétées d'un livre à l'autre, placées comme autant d'indices adressés aux lecteurs qui connaissent l'ensemble de l'œuvre : oui, il s'agit bien du même récit placé au sein de deux ouvrages qui multiplient par ailleurs les points communs (un homme qui recherche sa femme, qui découvre qu'il ne la connaissait pas vraiment, qui séjourne longuement dans un hôtel tenu par un homme qui ne cesse de se plaindre des clients, etc.), à commencer par la mise en sourdine de tout ce qui fait habituellement la drôlerie des romans de Jean-Paul Dubois. C'est peut-être précisément en lisant ces deux romans qu'on expérimente le mieux, mais au négatif, ce qu'est la vraie veine romanesque, voire la vraie poétique de Dubois : le romancier est vraiment lui-même lorsqu'il est drôle dans la tragédie, lorsqu'il rend cocasses des situations qui sont objectivement tristes.

## Publications
- 1984 : Compte rendu analytique d'un sentiment désordonné, Fleuve noir
- 1986 : Éloge du gaucher dans un monde manchot, Éditions Robert Laffont
- 1988 : Tous les matins je me lève, Éditions du Seuil
- 1989 : Maria est morte, Éditions Robert Laffont
- 1989 : Edgar P. Jacobs, La Marque jaune, étude, Éditions Labor
- 1990 : Les Poissons me regardent, Éditions Robert Laffont
- 1991 : Vous aurez de mes nouvelles, nouvelles, Éditions Robert Laffont
- 1992 : Parfois je ris tout seul, nouvelles, Éditions Robert Laffont
- 1992 : Une année sous silence, Éditions Robert Laffont
- 1993 : Prends soin de moi, Éditions de l'Olivier
- 1994 : La Vie me fait peur, Éditions du Seuil
- 1996 : Kennedy et moi, Éditions du Seuil
- 1996 : L'Amérique m'inquiète, recueil, Éditions de l'Olivier
- 1997 : Je pense à autre chose, Éditions de l'Olivier
- 1999 : Si ce livre pouvait me rapprocher de toi, Éditions de l'Olivier
- 2002 : Jusque-là tout allait bien en Amérique, recueil, Éditions de l'Olivier
- 2004 : Une vie française, Éditions de l'Olivier — lauréat du prix Femina
- 2006 : Vous plaisantez, Monsieur Tanner, Éditions de l'Olivier
- 2007 : Hommes entre eux,  Éditions de l'Olivier
- 2008 : Les Accommodements raisonnables, Éditions de l'Olivier[69]
- 2011 : Le Cas Sneijder,  Éditions de l'Olivier
- 2016 : La Succession, Éditions de l'Olivier[70]
- 2019 : Tous les hommes n'habitent pas le monde de la même façon, Éditions de l'Olivier[71] — lauréat du prix Goncourt
- 2024 : L'Origine des larmes, Éditions de l'Olivier[72]

### Nouvelles non recueillies
- 2020 : « Une belle vie avec Charlie », parue dans 13 à table ! 2021, Pocket n° 18254
- 2021 : « Dag Hammarskjöld », parue dans 13 à table ! 2022, Pocket n° 18272[73]

## Récompenses et distinctions

### Prix littéraires
- Prix de l'Humour noir Xavier Forneret 1991 pour Vous aurez de mes nouvelles.
- Prix France Télévisions 1996 pour Kennedy et moi
- Prix Femina 2004 pour Une vie française
- Prix du roman Fnac 2004 pour Une vie française
- Prix Alexandre-Vialatte 2012 pour Le Cas Sneijder
- Prix Goncourt 2019 pour Tous les hommes n'habitent pas le monde de la même façon[3]

## Adaptations de son œuvre

### À l'écran
- Le Condamné, 1993, réalisé par Xavier Giannoli (court-métrage)
- Kennedy et moi, 1999, réalisé par Sam Karmann
- En chantier, monsieur Tanner (téléfilm), 2009, inspiré de Vous plaisantez, monsieur Tanner, réalisé par Stefan Liberski
- La Nouvelle Vie de Paul Sneijder, 2016, adaptation du roman Le cas Sneijder par Thomas Vincent, avec Thierry Lhermitte et Géraldine Pailhas
- Le Fils de Jean, 2016, inspiré du roman Si ce livre pouvait me rapprocher de toi, réalisé par Philippe Lioret, avec Pierre Deladonchamps et Gabriel Arcand.

### Au théâtre
- Vous plaisantez, monsieur Tanner, 2008, adaptation, mise en scène & scénographie de David Teysseyre. Interprétation par Roch-Antoine Albaladéjo ; lumières de Vincent Lemoine ; son de Sébastien Cannas (Studio Capitaine Plouf).
- Le cas Sneijder, 2017, au théâtre de l'Atelier, avec Pierre Arditi, mise en scène de Didier Bezace.